# Ворсо (Іллінойс)
Ворсо (англ. Warsaw) — місто (англ. city) в США, в окрузі Генкок штату Іллінойс. Населення — 1510 осіб (2020).

## Географія
Ворсо розташоване за координатами 40°21′4″ пн. ш. 91°25′41″ зх. д. / 40.35111° пн. ш. 91.42806° зх. д. (40.351045, -91.428019).  За даними Бюро перепису населення США в 2010 році місто мало площу 19,34 км², з яких 16,89 км² — суходіл та 2,46 км² — водойми.

## Демографія
Згідно з переписом 2010 року, у місті мешкало 1607 осіб у 692 домогосподарствах у складі 459 родин. Густота населення становила 83 особи/км².  Було 790 помешкань (41/км²).
Расовий склад населення:
| - 97,7 % — білих - 0,4 % — азіатів - 0,2 % — корінних американців - 0,1 % — вихідців з тихоокеанських островів - 0,1 % — чорних або афроамериканців |

До двох чи більше рас належало 1,1 %. Частка іспаномовних становила 0,9 % від усіх жителів.
За віковим діапазоном населення розподілялося таким чином: 20,4 % — особи молодші 18 років, 62,4 % — особи у віці 18—64 років, 17,2 % — особи у віці 65 років та старші. Медіана віку мешканця становила 43,3 року. На 100 осіб жіночої статі у місті припадало 100,9 чоловіків;  на 100 жінок у віці від 18 років та старших — 99,8 чоловіків також старших 18 років.
Середній дохід на одне домашнє господарство  становив 53 877 доларів США (медіана — 46 827), а середній дохід на одну сім'ю — 65 188 доларів (медіана — 60 972). Медіана доходів становила 46 121 долар для чоловіків та 29 875 доларів для жінок. За межею бідності перебувало 9,1 % осіб, у тому числі 12,9 % дітей у віці до 18 років та 4,7 % осіб у віці 65 років та старших.
Цивільне працевлаштоване населення становило 776 осіб. Основні галузі зайнятості: виробництво — 26,0 %, освіта, охорона здоров'я та соціальна допомога — 19,2 %, роздрібна торгівля — 10,1 %, мистецтво, розваги та відпочинок — 7,2 %.